# 西山瑶族乡 (临武县)
西山瑶族乡，是中华人民共和国湖南省郴州市临武县下辖的一个乡镇级行政单位。

## 行政区划
西山瑶族乡下辖以下地区：
谷富塘村、马渡崎村、横头村、新建村、文昌坪村和桃源坪村。